# Легат др Светозара Марковића
Легат др Светозара Марковића је посебна библиотека коју је супруга доктора Марковића 1927. године  поклонила Универзитетској библиотеци Светозар Марковић у Београду.

## Историјат
Светозар Мрковић био је угледни општински и школски лекар, који је своју лекарску праксу обављао у Београду. Основао је 1905. године Друштво за школску хигијену и народно просвећивање. Држао је многа популарна предавања о очувању здравља.
У оквиру фонда Универзитетске библиотеке "Светозар Марковић" у Београду, са ознаком ПБ1,налази се легат доктора Светозара М. Марковића.
Супруга доктора Марковића је 1927. године, једанаест година после мужевљеве смрти, поклонила Универзитетској библиотеци стручну литературу свог  мужа, са жељом да се од ње образује посебна библиотека, што је и учињено. У овом легату налази се 166 инвентарних бројева са око 320 књига, вадемекума и часописа из медицине. Књиге су већином на француском језику, првенствено из области гинекологије и педијатрије, и неколико вредних дела из области хирургије, патологије и интерне медицине.

## О легату
Овај легат, поседује и вредне стручне публикације. Једна од таквих је и књига објављена у Паризу 1890.године на француском језику, нашег познатог лекара и ботаничара Саве Петровића. Она  говори  о  анеуризми  аорте.  Доктор Марковић је у својој библиотеци чувао стручне публикације и других познатих српских лекара, као што су др Владан Ђорђевић, др Ђорђе Ђорђевић, др Алекса Стојковић и други.
Доктор Марковић се бавио и проучавањем лековитих биљака, о чему сведочи и неколико књига са темом медицинске ботанике.